# Thierry Chincholle
 (novembre 2021).
Si vous disposez d'ouvrages ou d'articles de référence ou si vous connaissez des sites web de qualité traitant du thème abordé ici, merci de compléter l'article en donnant les références utiles à sa vérifiabilité et en les liant à la section « Notes et références ».
Thierry Chincholle, né le 25 mars 1966, est un joueur français de Scrabble. 

## Carrière et vie privée
Originaire de Romagnat en Auvergne, Thierry Chincholle a commencé le Scrabble dans le club de Chamalières et exerce la profession d'inspecteur des finances publiques.
Il est surtout connu pour avoir remporté le Championnat du monde de Scrabble francophone en 2022 à Louvain-La-Neuve (Belgique), devenant à 56 ans le plus âgé des vainqueurs,( NB : record battu en 2025 par le Néozélandais Nigel Richards, champion du monde 2025 à 58 ans )  sept ans après un titre mondial en blitz dans la même ville, après trois titres nationaux dans la même spécialité en 2000, 2005 et 2012. Il détient également le record de titres de champion de France de parties originales (six dont deux deuxième place derrière le Belgo-Suisse Jean-Pierre Hellebaut et le Suisse Hugo Delafontaine en 2021). Il a été champion de France de Scrabble classique en 1998 battant en finale le Normand Emmanuel Rivalan deux manches à une.
Joueur de la super-série depuis sa création en 1991, il a aussi remporté le festival de Vichy en 2002 et 2004 et le festival d'Aix-les-Bains en 2006. Il a écrit pour le mensuel officiel de la fédération française de Scrabble « Scrabblerama » de 1994 à 2024 et fut choisi comme le quatrième meilleur joueur des années 1995 à 2004 par la fédération. Bon partenaire de paire, il a remporté le championnat de France par paires neuf fois depuis 2001, deux fois avec Anthony Clémenceau, sept fois plus récemment avec Antonin Michel à Vichy pendant le Festival de Vichy.
Thierry Chincholle est l'un des joueurs les plus actifs au Scrabble duplicate, jouant chaque saison plus de cent parties homologuées. Le pourcentage de parties officielles qu'il réalise au top (aucun point perdu) avoisine les 25. Joueur très régulier, il a terminé 28 fois sur un podium d'un tournoi du grand chelem (8 victoires, 11 places de second, 9 places de troisième).
Champion du monde en 2022 après deux deuxièmes places en 2002 et 2017, il n'a jamais été champion de France individuel (29 participations, cinq podiums). Le joueur nord-francilien affiche le record français de victoires individuelles en tournois officiels (premières places effectives, multiplex inclus) de Scrabble duplicate : 557  du 4 juin 1989 (TH3 Eymoutiers) au 17 août 2025 (TH3 Calais ) . Il a participé aux sept titres nationaux et aux quatre titres européens de son club (Saint-Leu-la-Forêt), qu'il préside depuis 1999.

## Palmarès

### Championnat du monde Duplicate
- Champion (2022)
- Vice Champion (2002, 2017)

### Championnat du monde Blitz
- Champion (2015)

- Vice-champion (2006)
- Troisième (2003, 2008, 2012)

### Championnat du monde par paire
- Champion du monde par paires avec Marc Treiber (1990),  avec Antonin Michel (2024)
- vice-champion avec Laurent Loubière (1999, 2009) , Paul Fraiteur (2004) et Bernard Caro (2011)
- Troisième avec Laurent Loubière (2010-2014-2017) et Antonin Michel (2022-2023)

### Championnat de France Duplicate
- Vice Champion de France (2011,2013)
- Troisième (2007,2010,2012)

### Championnat de France Blitz
- Champion (2000, 2005, 2012)
- Vice-champion (1997-2015)
- Troisième (1998,2001,2004)

### Championnat de France par paire
- Champion de France par paires
  - avec Anthony Clémenceau (2001, 2002)
  - avec Antonin Michel (2007, 2010, 2012, 2013, 2014, 2016, 2024)

### Champion de France en semi-rapides(1999)
- Champion (1999)

### Coupe de France classique
- Champion (1998) face à  Emmanuel Rivalan (2-1)

### Internationaux de France en Partie Originales
- Champion  (2004, 2007, 2008, 2010)

### Festival de Vichy
- Champion (2002, 2004)
- vice-champion (2003)

### Festival d'Aix-les-Bains
- Champion (2006)
- vice-champion (2009,2013,2015)

### Festival de Cannes
- Champion (2003,2011,2012,2020)

### Festival de Suisse
- Festival de charmey (2007)

- Défi mondial (2003)
- Simultané mondial de blitz (2007)
- Simultané mondial de semi-rapides (2008)
- simultané mondial (2020)